# Gasterogrimmia anodon
Gasterogrimmia anodon là một loài Rêu trong họ Grimmiaceae. Loài này được (Bruch & Schimp.) Buyss. mô tả khoa học đầu tiên năm 1883.